# Црква нашег Спаситеља у Копенхагену
Црква нашег Спаситеља (дан. Vor Frelsers Kirke) је барокна црква у Копенхагену, Данска, најпознатији по свом спиралном торњу са спољним кружним степеништем којим се може попети на врх, са погледом на централни Копенхаген. Такође је запажен по свом кариљону, који је највећи у северној Европи и свира мелодије сваких сат времена од 8 до поноћи.

## Историја
Када је Кристијан IV 1617. планирао Кристијанхавн, замишљао га је као самостални трговачки град на острву Амагер и зато му је била потребна црква. Привремена црква је свечано отворена 1639. године, али изградња садашње Цркве нашег Спаситеља, по пројекту Ламберта ван Хавена, започела је тек 1682. године. Црква је свечано отворена 14 година касније 1695. године, али важне унутрашње карактеристике попут олтара имале су привремени карактер, а кула још увек није имала врх. Црква је добила свој стални олтар 1732. године, али планови за изградњу торња нису ревитализовани све до 1747. за време владавине Фредерика V. Нови архитекта на пројекту био је Лауридс де Тура. Убрзо је напустио ван Хавенов оригинални дизајн у корист сопственог пројекта који је краљ одобрио 1749. Три године касније торањ је завршен и краљ се попео на торањ на церемонији 28. августа 1752. године.

### Урбана легенда
Постоји дуговечна урбана легенда која каже да се архитекта убио скоком са врха торња, када је схватио да се спирала креће у погрешном смеру - у смеру супротном од кретања казаљке на сату. Овде се не ради о Ламберту ван Хавену, будући да је торањ додан цркви скоро 50 година након његове смрти, већ о дизајнеру спиралног торња Лауридсу де Тура. У миту ипак нема истине, с обзиром да је Тура умро у свом кревету седам година након завршетка торња, а у записима нема ничега што указује на то да је на било који начин требало да буде незадовољан својим послом.

## Архитектура
Црква је грађена у холандском барокном стилу, а њен основни изглед је грчки крст. Зидови почивају на гранитном темељу и направљени су од црвених и жутих плочица, али случајним распоредом, за разлику од онога што се види у зградама Кристијана IV где су углавном систематски распоређене. Фасада је сегментирана пиластерима у паладијском гигантском поретку, односно настављају се дуж целе висине зграде. Пиластери су тосканског реда са стилобатима и капителима од пешчара. Венац је такође од пешчара, али са фризом у плочицама. Између пиластера су високи округли лучни прозори са прозирним стаклом и гвозденим шипкама. У забатима крстастих кракова постоје улази, осим у источни забат где је додата сакристија. Главни улаз је у западном забату испод куле и има портал од пешчара. Сви улази су подигнути на четири степенице од нивоа улице. Са сваке стране куле налазе се капије на нивоу улице које воде до две крипте цркве. Кров је засвођен и покривен црно глазираним плочицама.

### Тесинова олтарна слика
Олтарска слика је дело Никодима Тесина и сматра се ремек-делом. Приказује сцену из Гетсеманског врта између две колоне, где Исуса теши анђео, док други анђео виси у ваздуху поред њих носећи златни путир. На свакој страни, два фигуре Пиетаса и Јустиције илуструју краљев мото. Два стуба носе сломљени, закривљени архитрав и забат. Иза отвора сломљеног забата постављено је окно са тетраграматоном на хебрејском језику који је осветљено позади. 

### Оргуље
Огромне оргуље са позлаћеним монограмом Кристијана V изградила су браћа Боцен од 1698. до 1700. године, а монтиране су на зид и подржане са два слона. Оргуље имају више од 4000 цеви са оригиналним звуком цимбелстерна који звони у позадини током посебног дела музичког дела, а читав инструмент производи звук који се у цркви чује током више од 300 година. Црква сваке године организује 15-20 концерата, заједно са музичким црквеним службама недељом. Последња обнова оргуља била је 1965, уз поновну употребу старијих цеви. Фасада оргуља има замршене дрвене резбарије и бисту Кристијана V у средини.

## Кула
Кула је подигнута на три спрата изнад западног попречног крака. Нивои су обележени фризовима од пешчара који се повећавају са висином, а на све четири стране на сваком нивоу су лучни отвори. Горњи ниво украшен је равним пиластерима, а са најгорњег венца са сваке стране налази се позлаћени сат. Казаљке су повезане са сатним механизмом унутар куле.

### Врх торња
Црно-златни торањ достиже висину од 90 метара, а спољно степениште се окреће четири пута у смеру супротном од казаљке на сату. Инспирација за дизајн потекла је од спиралног врха цркве Sant'Ivo alla Sapienza, где се спирала окреће на исти начин.
Изграђен је као дрвена конструкција, у основи осмоугаона, са отворима округлог лука и округлим прозорима са позлаћеним оквирима. Прозори су окружени позлаћеним пиластерима у сложеном реду. Око основе торња на четири угла четвртасте куле стоје статуе четворице јеванђелиста. Структуру надвисује мала платформа са позлаћеном оградом и од ове тачке степениште постаје спољашње. Укупно је 400 степеница до врха торња, а последњих 150 је напољу.
На врху торња налази се структура налик вази, на којој се налази позлаћени глобус са 4 метра високом фигуром Христа Тријумфалног са заставом. Има неславну репутацију најружније скулптуре у Копенхагену, али је намерно рађена са претераним пропорцијама, јер је намењена само томе да се види са велике даљине.

### Кариљон
Торањ цркве је опремљен концертним кариљоном из 1928. године, који је обновљен 1980. године, а састоји се од 48 бронзаних звона која имају музички опсег од четири октаве, што га чини највећим кариљоном у северној Европи. Највећа звона теже преко 2.000 килограма, а најмања 10 килограма. Укупно, кариљон је тежак скоро 12 тона, и звони сваког сата различите композиције. 

## Земљиште
Земљиште цркве је ограђено оградом и садржи остатке црквеног гробља. Садашње Гробље нашег спаситеља налази се на углу Амагерброгаде и Прагс Булевара на Амагеру, свечано је отворено 1790. године.

## Културне везе
Црква нашег Спаситеља у Кристијансхавну појављује се у поглављу Пут у средиште Земље Жила Верна. Лик Аксел се пет пута узастопно пење на вијугави торањ да би се излечио од акрофобије пре силаска у вулкан.
Француски сликар и илустратор Едуар Рију приказао је цркву у оригиналној француској илустрованој верзији Путовања до центра Земље, али је торањ окренуо у погрешном смеру, односно у смеру казаљке на сату, уместо у смеру супротном од казаљке на сату.

## Галерија слика
- Спирално степениште се сужава
- Поглед према Кристијансборгу и Народној банци
- Погледај ка Клевермаркен и Амагер
- Поглед на Кристијанхавн канал
- Улаз у луку Копенхаген